# Sleaford Mods
Sleaford Mods ist ein englisches Electropunk-Duo aus Nottingham, bestehend aus Sänger/Rapper Jason Williamson und Musikproduzent Andrew Robert Lindsay Fearn. Ihre Musik wird als Mischung aus Post-Punk, Minimal Electro und Hip-Hop mit politischen Texten, die im Dialekt der East Midlands vorgetragen werden, beschrieben.

## Bandgeschichte
Jason Williamson verbrachte seine Jugend auf einer Farm und widmete sich ab 2007 vor allem der Musik. Zu seinen Einflüssen zählt er sowohl diverse Mod-Bands, Rave, The Smiths, Guns N’ Roses, Wu-Tang Clan, als auch Black Metal. Er begann mit dem Rappen und bekam den Tipp, es mit Samples von Roni Size zu versuchen. Er tat sich mit Simon Parfrement zusammen, und gemeinsam starteten sie das Projekt unter dem Bandnamen That’s Shit, Try Harder. Nach einiger Zeit benannte man sich um in Sleaford Mods, ein Tribut an die Stadt Sleaford, wo Williamson die Mod-Subkultur kennen lernte.
Das Duo unterschrieb bei A52 Sounds und nahm dort drei Indie-Alben auf, bevor es 2011 zu Deadly Beefburger Records wechselte. Dort erschien das 2011er Album S.P.E.C.T.R.E. 2012 stieg Parfrement aus, blieb der Band jedoch als Fotograf und Media-Manager erhalten. Für ihn kam Andrew Fearn. Nach dem ersten gemeinsamen Album Wank wechselte die Band zum Label Harbinger Sound. Dort gelang der Band mit dem 2013er Album Austerity Dogs der Durchbruch. 2014 folgte Divide and Exit.
Zusammen mit The Prodigy nahm Sleaford Mods 2014 den Track Ibiza auf, der auf Prodigys 2015er Werk The Day Is My Enemy veröffentlicht wurde. Auch auf dem Leftfield Album Alternative Light Source (2015) ist eine Zusammenarbeit mit den Sleaford Mods enthalten. Das Stück trägt den Titel Head and Shoulders.
Im Juli 2015 erschien das Album Key Markets. Das Album English Tapas erschien im März 2017. Anfang 2022 veröffentlichten sie eine Coverversion von Don’t Go der Gruppe Yazoo. Am 10. März 2023 wurde das Album UK GRIM veröffentlicht, das 14 Tracks enthält.

## Stil
Während sich Williamson ausschließlich auf den Gesang konzentrierte, kümmerte sich Parfrement und später Fearn um das Instrumentale. Zum Markenzeichen der Band werden minimale Lo-Fi-Drumbeats und hämmernder Bass, dazu die desillusionierten und wütenden Texte von Williamson, vorgetragen in breitem East-Midlands-Dialekt. Die Musik wird von der Presse oft mit The Fall und The Streets verglichen, die hasserfüllten Texte mit denen des Dichters John Cooper Clarke.

## Diskografie

### Alben
- 2007: Sleaford Mods (A52 Sounds)
- 2007: The Mekon (A52 Sounds)
- 2009: The Originator (A52 Sounds)
- 2011: S.P.E.C.T.R.E. (Deadly Beefburger Records)
- 2012: Wank (Deadly Beefburger Records)
- 2013: Austerity Dogs (Harbinger Sound)
- 2014: Divide and Exit (Harbinger Sound)
- 2015: Key Markets (Harbinger Sound)
- 2017: English Tapas (Rough Trade)
- 2019: Eton Alive (Extreme Eating Records)
- 2021: Spare Ribs (Rough Trade)
- 2023: UK GRIM (Rough Trade)
- 2025: Tied Up in the Bodega Live (Rough Trade)

### Kompilationen
- 2020: All That Glue

### Singles und EPs
- 2013: Bambi (X-Mist Records)
- 2013: Jobseeker [(K-RAA-K)³]
- 2013: Mr. Jolly Fucker (Fourth Dimension Records)
- 2014: Tiswas EP (Invada)
- 2014: Tied Up in Nottz / The Fear of Anarchy (Little Teddy Recordings)
- 2014: Routine Dean / Pubic Hair Ltd. (Matador)
- 2014: Harbinger Sound @ The 100 Club (Split-Doppel-7" mit Sudden Infant & Consumer Electronics, Harbinger Sound)
- 2014: Fizzy (12’’, A Records)
- 2014: Tour Single (Split-7" mit Sudden Infant, Harbinger Sound)
- 2014: Loan Shark / Slug Tub (Apokalypso)
- 2015: A Little Ditty c/w I’m Shit at It (Emotional Response)
- 2015: Murder Your Masters / The Committee (Split-7" mit Consumer Electronics)
- 2016: T.C.R. (Rough Trade)
- 2018: Sleaford Mods (Rough Trade)
- 2020: Mork N Mindy (Rough Trade)
- 2021: Don’t Go (Rough Trade)
- 2023: More UK Grime (Rough Trade)
- 2023: West End Girls (Rough Trade)
- 2024: Git Some Balls / Air Con (Rough Trade)

### Kompilationen
- 2014: Chubbed Up + (Ipecac Recordings)
- 2014: Retweeted (2xLP, Salon Alter Hammer/Anker)

## Dokumentarfilm
- Bunch of Kunst – A Film about Sleaford Mods. Dokumentarfilm von Christine Franz, D 2017, 103 Minuten.[8][9][10]